# Distrikt Chavín
Der Distrikt Chavín liegt in der Provinz Chincha der Region Ica im Südwesten von Peru. Der am 2. Januar 1857 gegründete Distrikt hat eine Fläche von 427 km². Beim Zensus 2017 lebten 2110 Einwohner im Distrikt. Im Jahr 1993 lag die Einwohnerzahl bei 735, im Jahr 2007 bei 1096. Die Distriktverwaltung befindet sich in der 3187 m hoch gelegenen Ortschaft Chavín mit 138 Einwohnern (Stand 2017). Chavín befindet sich 45 km nordnordöstlich der Provinzhauptstadt Chincha Alta.

## Geographische Lage
Der Distrikt Chavín liegt im Norden der Provinz Chincha. Die Längsausdehnung in Nord-Süd-Richtung beträgt 32 km, die maximale Breite etwa 20 km. Der Distrikt liegt in den Bergen der peruanischen Westkordillere.
Der Distrikt Chavín grenzt im Südwesten an die Distrikte Chincha Alta und Pueblo Nuevo, im Nordwesten an den Distrikt Lunahuaná (Provinz Cañete), im Nordosten an die Distrikte Chocos, Azángaro (beide in der Provinz Yauyos) und San Pedro de Huacarpana sowie im Südosten an den Distrikt San Juan de Yanac.